# 茹村
茹村（法語：Jouhe，法語發音：[ʒu]）是法国汝拉省的一个市镇，位于该省西北部，属于多勒区。

## 地理
茹村（47°8'29"N, 5°29'22"E）面积5.96 平方千米，位于法国勃艮第-弗朗什-孔泰大區汝拉省，该省份为法国东部内陆省份，北起上索恩省，西北接科多尔省，西临索恩-卢瓦尔省，南至安省，东与杜省和瑞士接壤。
与茹村接壤的市镇（或旧市镇、城区）包括：欧蒂姆、多勒、比亚尔讷、赖南、阿尔舍朗日、默诺泰、桑庞。

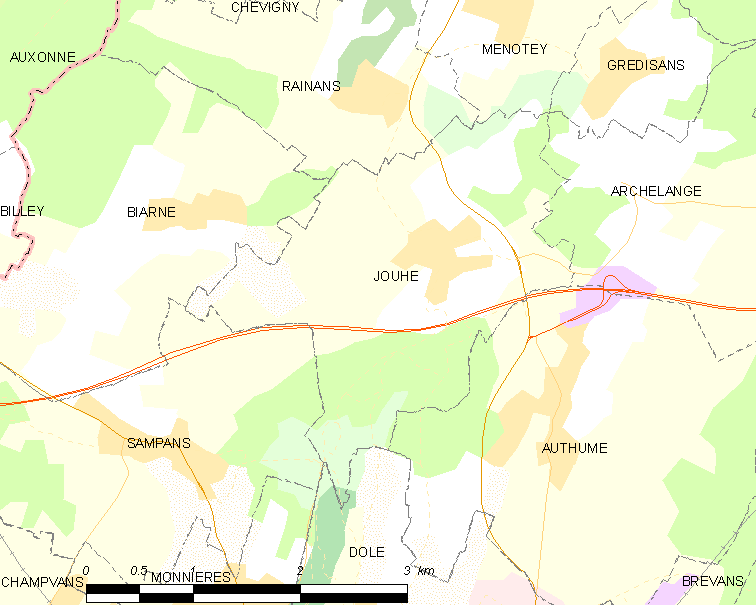
茹村的OSM定位图

茹村的时区为UTC+01:00、UTC+02:00（夏令时）。

## 行政
茹村的邮政编码为39100，INSEE市镇编码为39270。

## 政治
茹村所属的省级选区为欧蒂姆县。

## 人口

1962-2008年间茹村人口变化图示

茹村于2022年1月1日时的人口数量为537人。